# Kazimieras Zdanavičius
Kazimieras Zdanavičius (Panevėžys, 4 giugno 1938) è un astronomo lituano.
Laureatosi all'Università di Vilnius nel 1961, ha successivamente lavorato presso l'Accademia Lituana delle Scienze.
Il Minor Planet Center gli accredita la scoperta dell'asteroide 95851 Stromvil effettuata il 26 marzo 2003 in collaborazione con Kazimieras Černis.
Gli è stato dedicato l'asteroide 203823 Zdanavičius.